# (7445) Траян
(7445) Траян (лат. Trajanus) — небольшой астероид, относящийся к группе астероидов, пересекающих орбиту Марса, который был обнаружен 24 сентября 1960 года голландскими астрономами К. Й. ван Хаутен, И. ван Хаутен-Груневельд, Том Герельс в Паломарской обсерватории и был назван в честь римского императора Траяна.

Орбита астероида Траян и его положение в Солнечной системе